# خان عبد الولي خان
خان عبد الولي خان (بالبشتوية: خان عبدالولي خان)‏، (11 يناير 1917 - 26 يناير 2006) سياسي هندي بريطاني ثم باكستاني ديمقراطي علماني اشتراكي وزعيم باشتوني، شغل منصب رئيس حزب عوامي الوطني. وهو ابن الزعيم الوطني البشتوني البارز عبد الغفار خان، كان والي خان ناشطًا وكاتبًا ضد الراج البريطاني مثل والده.
تميزت سنواته الأولى بتورطه في حركة المقاومة اللاعنفية لوالده «القمصان الحمر» ضد الراج البريطاني. ونجا بصعوبة من محاولة اغتيال، ثم أصبح نشطًا في المؤتمر الوطني الهندي. وبعد استقلال باكستان في عام 1947 أصبح والي خان شخصية مثيرة للجدل في السياسة الباكستانية خلال حياته السياسية بسبب ارتباطه بحزب المؤتمر الذي عارض استقلال باكستان.
في السبعينيات عمل أيضًا كزعيم برلماني للمعارضة في أول برلمان منتخب بشكل مباشر في باكستان، وهو مؤسس حزب عوامي الوطني (ولي).

## روابط خارجية
- خان عبد الولي خان على موقع مونزينجر (الألمانية)